# Amstel Gold Race 2003
L'Amstel Gold Race 2003, trentottesima edizione della corsa, valida come prova della Coppa del mondo di ciclismo su strada, si svolse il 20 aprile 2003 su un percorso di 250,7 km da Maastricht alla collina del Cauberg nel comune di Valkenburg aan de Geul. Fu vinta dal kazako Aleksandr Vinokurov, che terminò in 6h 01' 03".
Al traguardo di Valkenburg aan de Geul furono 122 i ciclisti in totale che completarono la gara.

## Squadre partecipanti
| N.      | Cod. | Squadra                          |
| ------- | ---- | -------------------------------- |
| 1-8     | FAS  | Fassa Bortolo                    |
| 11-18   | LOT  | Lotto-Domo                       |
| 21-28   | QSD  | Quick Step-Davitamon             |
| 31-38   | CSC  | Team CSC                         |
| 41-48   | BAN  | iBanesto.com                     |
| 51-58   | ONE  | ONCE-Eroski                      |
| 61-68   | COF  | Cofidis, le Crédit par Téléphone |
| 71-78   | COA  | Team Coast                       |
| 81-88   | GST  | Gerolsteiner                     |
| 91-98   | TEL  | Team Telekom                     |
| 101-108 | ALS  | Alessio                          |
| 111-118 | DVE  | Domina Vacanze-Elitron           |
| 121-128 | RAB  | Rabobank                         |

| N.      | Cod. | Squadra                            |
| ------- | ---- | ---------------------------------- |
| 131-138 | LAM  | Lampre                             |
| 141-148 | SAE  | Saeco-Longoni Sport                |
| 151-158 | PHO  | Phonak Hearing Systems             |
| 161-168 | USP  | US Postal Service p/b Berry Floor  |
| 171-178 | BLB  | Brioches La Boulangère             |
| 181-188 | PAL  | Palmans-Collstrop                  |
| 191-198 | MAR  | Marlux-Wincor Nixdorf              |
| 201-208 | LAN  | Landbouwkrediet-Colnago            |
| 211-218 | BCT  | Bankgiroloterij                    |
| 221-228 | FAK  | Team Fakta                         |
| 231-238 | VIN  | Vini Caldirola-Sidermec-Saunier D. |
| 241-248 | DEL  | Jean Delatour                      |

## Ordine d'arrivo (Top 10)
| Pos. | Corridore            | Squadra       | Tempo    |
| ---- | -------------------- | ------------- | -------- |
| 1    | Aleksandr Vinokurov  | T-Mobile Team | 6h01'03" |
| 2    | Michael Boogerd      | Rabobank      | a 4"     |
| 3    | Danilo Di Luca       | Saeco         | s.t.     |
| 4    | Davide Rebellin      | Gerolsteiner  | s.t.     |
| 5    | Matthias Kessler     | T-Mobile Team | s.t.     |
| 6    | Francesco Casagrande | Lampre        | a 6"     |
| 7    | Michele Scarponi     | Domina Vac.   | s.t.     |
| SQ   | Lance Armstrong      | US Postal     | a 8"     |
| 9    | Ángel Vicioso        | ONCE-Eroski   | a 12"    |
| 10   | Igor Astarloa        | Saeco         | a 20"    |